# BHFanaticos
BHFanaticos або просто BHF — найбільша в Боснії і Герцеговині організація спортивних уболівальників, що організує поїздки вболівальників на матчі національних збірних з футболу, баскетболу, гандболу та волейболу сидячи. Організація налічує понад 1000 осіб та має свої європейські представництва в Австрії, країнах Бенілюксу, Німеччині, Норвегії, країнах Скандинавського півострова, Словенії та Швейцарії, а також представництва у Канаді, США та Австралії.
Девіз руху — «Над нами горітиме небо» (босн. Nad nama nebo ima da gori).

## Діяльність
«Фанатики», як називають членів руху, організують масові виїзди вболівальників на матчі збірних з різних видів спорту. Представництва руху розкидані Європою: їх членами є біженці часів Боснійської війни, що осіли в інших країнах. На логотипі BHF зображений бульдог, характерний для багатьох логотипів рухів ультрас, і боснійська лілія, яка зображена і на гербі династії Котроманичів, що правили Боснією, і на гербі сучасної Боснії і Герцеговини. BHF завжди виконують на трибунах гімн «Jedna si jedina», який був гімном країни у 1992—1998 роках — до 2009 року новий гімн у відсутності слів, але й навіть після затвердження слів пісня «Jedna si jedina» продовжила звучати на трибунах.

## Акції
24 березня 2007 року на стадіоні «Уллевол» в Осло було відкладено на годину матч проти Норвегії, оскільки «фанатики» закидали поле фаєрами, димовими шашками та петардами, вимагаючи відставки футбольного керівництва, підозрюваного в корупції. 10 жовтня 2017 року на 14-й хвилині була зупинена гра проти Естонії з аналогічної причини, але BHFanaticos, закидавши поле фаєрами, негайно пішли зі стадіону, а на публічній сторінці у Facebook з'явився пост із повідомленням «Прийшов! Побачив! Переміг!».